# Малюшкін Ілля Вікторович
Ілля Вікторович Малюшкін (рос. Илья Викторович Малюшкин; 30 січня 1984, м. Сургут, СРСР) — російський хокеїст, нападник.
Вихованець хокейної школи «Газовик» (Тюмень). Виступав за «Газовик» (Тюмень), «Спартак» (Москва), «Сєвєрсталь» (Череповець), «Югра» (Ханти-Мансійськ), «Автомобіліст» (Єкатеринбург), «Сариарка», «Кубань» (Краснодар), «Южний Урал» (Орськ), «Сокіл» (Красноярськ), «Бейбарис» (Атирау).
Досягнення
- Чемпіон Росії у Вищій лізі (2009).